# Aino Havukainen

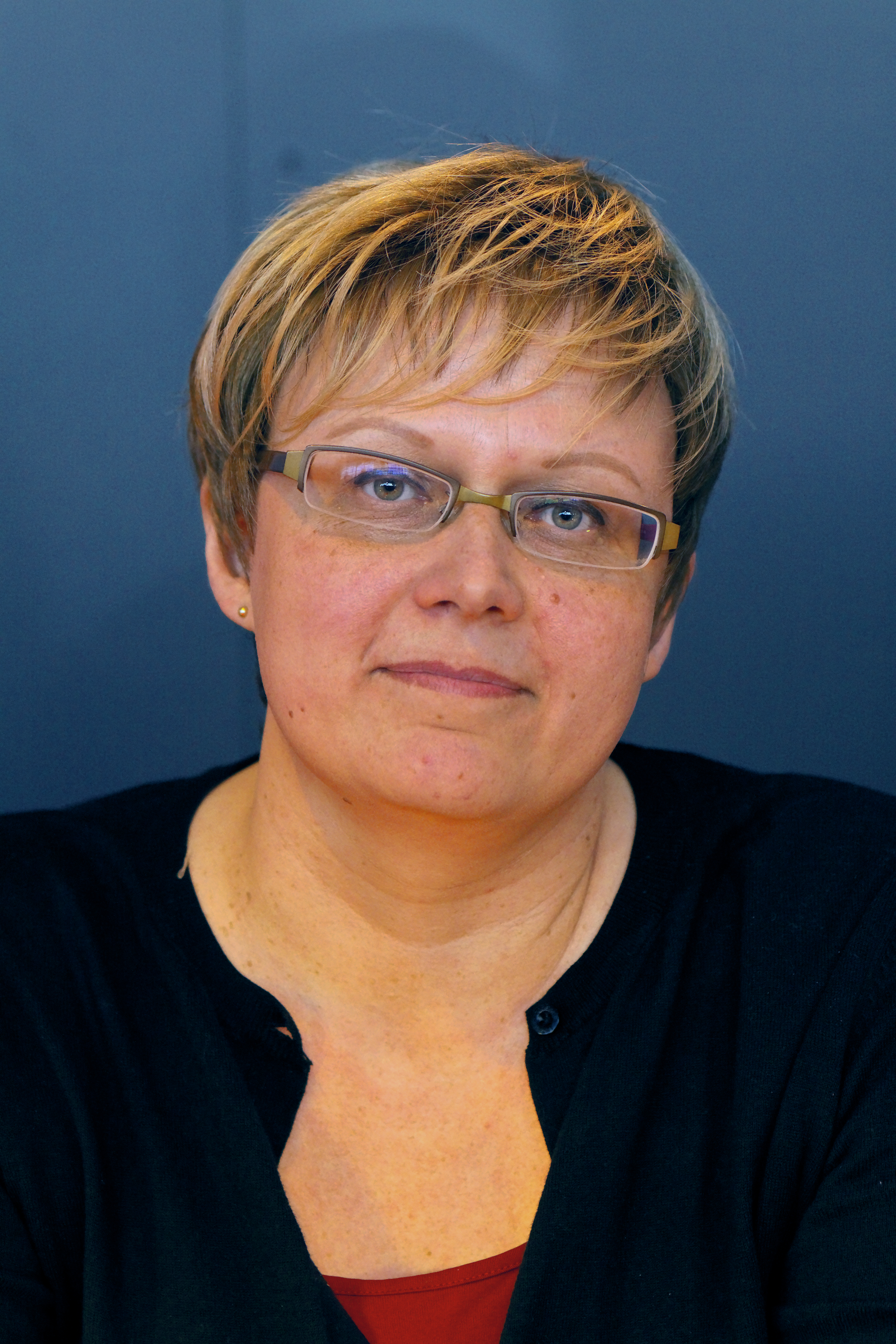
Aino Havukainen (2011)

Aino Havukainen (* 5. Dezember 1968 in Rauma, Finnland) ist eine finnische Illustratorin und Kinderbuchautorin.

## Leben und Wirken
Aino Havukainen studierte Illustration und Grafikdesign am Lahti Institute of Design und schloss das Studium 1992 ab. Anschließend arbeitete sie als Multimedia-Designer in einer Werbeagentur. Seit 1996 ist sie als freischaffende Illustratorin und Autorin tätig.
Sie ist mit dem Illustrator und Karikaturisten Sami Toivonen verheiratet. Gemeinsam sind sie vor allem durch die Kinderbuchreihe Tatu und Patu bekannt, von der seit 2003 mehrere Teile erschienen sind. Lizenzen für diese Reihe wurden an Verlage in 21 Ländern vergeben. In Deutschland erschienen seit 2010 Teile der Reihe im Thienemann-Esslinger Verlag.
Aino Havukainen und Sami Toivonen leben in Sastamala und haben eine Tochter.

## Auszeichnungen
in Finnland:
- 2001: Rudolf-Koivu-Preis (finnischer Grafikerpreis)
- 2006: Kaarina-Helakisa-Preis des Verlages Otava
- 2010: Tietopöllö-Preis für die Buchreihe Tatu & Patu
- 2009, 2010 und 2016: nominiert für den Astrid-Lindgren-Gedächtnis-Preis

in Deutschland:
- Juli 2010: Liste der 7 besten Bücher für junge Leser (Deutschlandfunk und Focus) für Tatu und Patu und ihre verrückten Maschinen[5]
- September 2010: Liste der 7 besten Bücher für junge Leser (Deutschlandfunk und Focus) für Tatu und Patu und ihr verrücktes Gute-Nacht-Buch[6]
- 2011: Goldener Bücherwurm als Lesetipp 2011 der Kinderakademie für Tatu und Patu und ihre verrückten Maschinen[7]
- 2011: nominiert für den Deutschen Jugendliteraturpreis für Tatu und Patu und ihre verrückten Maschinen[8]

## Werke
- mit Sami Toivonen: Tatu und Patu und ihre verrückten Maschinen. Aus dem Finnischen von Elina Kritzokat. Thienemann-Esslinger, Stuttgart 2010, ISBN 978-3-522-43648-9.
- mit Sami Toivonen: Tatu und Patu und ihr verrücktes Gute-Nacht-Buch. Aus dem Finnischen von Elina Kritzokat. Thienemann-Esslinger, Stuttgart 2010, ISBN 978-3-522-43675-5.
- mit Sami Toivonen: Tatu und Patu und ihr verrückter Kindergarten. Aus dem Finnischen von Elina Kritzokat. Thienemann-Esslinger, Stuttgart 2011, ISBN 978-3-522-43699-1.
- mit Sami Toivonen: Tatu und Patu und ihre verrückten Berufe. Aus dem Finnischen von Elina Kritzokat. Thienemann-Esslinger, Stuttgart 2013, ISBN 978-3-522-43739-4.